# 무시카고
무시카고(虫かご)는 일본의 아이돌 그룹 AKB48, SKE48, NMB48, HKT48, NGT48 그룹의 멤버가 결성한 2인조 아이돌 유닛이다.

## 구성원
- 후쿠오카 세이나 (AKB48 팀A) - 최연장자
- 이마무라 마리아 (HKT48 팀TII) - 최연소

### 전 구성원
- 우에무라 아즈사 (NMB48 팀BII) - 서브리더, 2018년 12월 3일 졸업.
- 오바타 유나 (SKE48 팀KII) - 2019년 3월 31일 졸업.
- 고토 모에 (AKB48 팀B) - 2019년 8월 13일 졸업.
- 고토 라라 (SKE48 팀E) - 2019년 9월 30일 졸업.
- 다카쿠라 모에카 (NGT48) - 2020년 5월 18일 졸업.
- 코미야마 하루카 (AKB48 팀A) - 리더, 2025년 2월 28일 졸업.
- 오구마 츠구미 (NGT48) - 2022년 12월 31일 졸업.
- 사카구치 나기사 (AKB48 팀8 / 팀B) - 2023년 8월 5일 졸업.
- 아라마키 미사키 (HKT48 팀TII) - 2024년 12월 27일 졸업.

## 수록 음반
1. 아까까지는 아이스티 (さっきまではアイスティー)
  - AKB48 42nd 싱글 「입술에 Be My Baby(唇にBe My Baby)」에 수록.